# Borough President
Borough President (deutsch etwa Bezirkspräsident bzw. Stadtbezirkspräsident, informell BP, umgangssprachlich auch Beep) ist ein Wahlamt in jedem der fünf Stadtbezirke (Boroughs) von New York City, die zugleich Countys sind. Die Bezirkspräsidenten haben heute nur geringe Bedeutung in der Kommunalverwaltung der Stadt New York und sind eher zeremonielle Vertreter ihres jeweiligen Stadtbezirks.
Die Bezirkspräsidenten beraten den Mayor (Bürgermeister) in allen ihre Bezirke betreffenden Angelegenheiten, dienen ihrem Stadtteil als Fürsprecher in der jährlichen kommunalen Haushaltsdebatte, ernennen Community Boards, sitzen den Borough Boards vor und dienen als Ex-officio-Mitglieder in den verschiedenen Gremien und Ausschüssen. Sie sind in der Regel Fürsprecher ihrer Bezirke bei den Bürgermeisterwahlen, bei Fragen der Stadtverwaltung, der New-York-State-Bundesstaats-Regierung, öffentlichen Körperschaften und in privaten Unternehmen.

## Amtsinhaber
In der im Jahr 2022 begonnenen Amtsperiode sind die Borough Presidents:
| Borough       | President        | Partei       |
| ------------- | ---------------- | ------------ |
| The Bronx     | Vanessa Gibson   | Demokraten   |
| Brooklyn      | Antonio Reynoso  | Demokraten   |
| Manhattan     | Mark Levine      | Demokraten   |
| Queens        | Donovan Richards | Demokraten   |
| Staten Island | Vito Fossella    | Republikaner |

Borough Presidents werden für vier Jahre gewählt und können maximal drei aufeinanderfolgende Amtszeiten (12 Jahre) dienen. Es gilt eine Amtszeitbeschränkung.

## Gründe für die Einrichtung
Bis zum 1. Januar 1898 war die Stadt gleichbedeutend mit dem New York County, der damals Manhattan und die Bronx umfasste. An diesem Tag wurden die Boroughs Brooklyn, Queens, Manhattan, die Bronx und Richmond (auf Staten Island) gebildet. Brooklyn war deckungsgleich mit Kings County, den Boroughs von Manhattan und die Bronx mit New York County, und dem Borough of Richmond mit Richmond County. Queens County waren die Stadtteile von Queens zusammen mit allen, was heute als Nassau County bekannt ist. Die meisten Bezirke übernahmen die Funktionen der Countys, ersetzten diese aber nicht.
Die Büros der Borough Presidents wurden aufgrund der Charter von 1898 zusammen mit der Gründung der Großstadt New York City eingerichtet, um (wie später ein Schriftsteller schrieb) den „lokalen Stolz und Zuneigung für die alten Gemeinden“ ( “local pride and affection for the old municipalities”) zu erhalten.
Am 1. Januar 1899 wurde Queens County aufgeteilt. Die östlichsten Teile, mit einer Fläche von 280 km², wurden zum Nassau County.
Am 19. April 1912 trennt die New York State Legislative den County Bronx (die selbständige Tätigkeit begann im Januar 1914) vom New York County, welches nun gleichzeitig als Borough von Manhattan betrachtet wurde.

## Rolle
Um die Interessen der lokalen Behörden und der zentralisierten Stadtregierung auszubalancieren, wurde das Amt des Borough President geschaffen, mit der funktionellen administrativen Aufgabe, der Abstimmung über den New York City Board of Estimate, der verantwortlich für die Unterstützung bei der Kontrolle des städtischen Haushalts, der Landnutzungsrechte, der Vertrags- und Franchise-Kräfte war. Das Board of Estimate bestand aus dem Bürgermeister, dem Comptroller (Rechnungsprüfer) und dem Präsidenten des Stadtrates, von denen jeder stadtweit gewählt wurde und zwei Stimmen repräsentierten, und den fünf Borough Presidents, die jeweils über eine Stimme verfügten.
Im Jahr 1989 erklärte der Oberste Gerichtshof der Vereinigten Staaten, in der Entscheidung Board of Estimate of City of New York vs. Morris (489 U.S. 688) das New York City Board of Estimate für verfassungswidrig mit der Begründung, dass die Stadt New York City dem bevölkerungsreichsten Stadtbezirk (Brooklyn) keine größere wirksame Vertretung im Board of Estimate einräumte als dem Bezirk mit den wenigsten Einwohnern (Staten Island), wobei diese Anordnung eine verfassungswidrige Verletzung des 14. Zusatzartikels der Verfassung der Vereinigten Staaten über den Schutz der Gleichheit, der Equal Protection Clause, nach der „one man, one vote“-Entscheidung ( auch als Reynolds vs. Sims-Entscheidung bekannt) des Obersten Gerichtshofes von 1964 darstellte.
Daraufhin wurde das Stadtrecht 1990 überarbeitet und das Board of Estimate abgeschafft. Die Büros der Borough Presidents wurden aber mit stark reduzierten Aufgaben beibehalten. Über den Stadtbezirkshaushalt entschieden wieder der Mayor bzw. der New York City Council. Ein Borough-Präsident hat nur noch einen kleinen Ermessensspielraum um Budgets für Projekte innerhalb der Gemeinde zu beschaffen. Das letzte Vorrecht der Borough Presidents, ein Mitglied des New York City Board of Education zu ernennen, wurde durch dessen Vorstand am 30. Juni 2002 abgeschafft.
Die letzten beiden großen verbleibenden Aufgaben nimmt ein Borough President als Mitglied der Stadtplanungskommission (City Planning Commission) und Mitglied des Gremiums für die Bildungspolitik (Panel Educational Policy) wahr. Borough Presidents nahmen sich im Allgemeinen spezifischer Projekte zur Unterstützung während ihrer Amtszeit an, aber seit 1990 werden Borough Presidents im Wesentlichen als die zeremoniellen Oberhäupter ihrer Stadtgemeinden gesehen. Offiziell beraten sie den Bürgermeister in Fragen im Zusammenhang mit ihrem Borough.

## Borough Boards
Jede Stadtgemeinde hat einen Gemeindevorstand (Borough Boards), bestehend aus dem Borough President, den Mitgliedern des Stadtrates (City Council) der Gemeinde, und den Vorsitzenden von jedem Community Board des entsprechenden Community Districts. Die Borough Boards treffen sich monatlich, um den Bedürfnissen der lokalen Bevölkerung Rechnung zu tragen. Sie können öffentliche Anhörungen, Erkundigungen über die Leistungsfähigkeit der öffentlichen Dienste, und Empfehlungen über stadteigenen Landnutzung und Verkäufe innerhalb der Gemeinde beschließen.

## Community Boards
New York City ist in 59 administrative Einheiten, sogenannte Community Districts aufgeteilt, denen jeweils ein Community Board genannter Gemeindevorstand dient. Community Boards sind kommunalen Gremien, die als Vertreter und Fürsprecher der Bewohner von New York City und ihren Stadtbezirken wirken. Jeder Vorstand verfügt über bis zu 50 stimmberechtigten Mitglieder, von denen jeweils eine Hälfte jedes Jahr für zwei Jahre, ohne Amtszeitbeschränkung, gewählt wird. Darüber hinaus sind alle Mitglieder des Stadtrates (City Council) von Amts wegen Vorstandsmitglieder und können an allen Aktivitäten des Boards teilnehmen. Allerdings haben Stadtratsmitglieder im Vorstand kein Stimmrecht.
Vielerorts haben die Community Boards sich aufgrund der winzigen Budgets und archaischer Technik als unwirksame Kommunikationshilfen erwiesen. Als Ergebnis kommen viele Bewohner zu dem Schluss, dass sie zu wenig Einflussmöglichkeiten auf ihre Stadtbezirke und dessen Leben haben und deshalb damit begonnen deren Grenzen aufzuzeigen.

## Bürgermeisterkandidaten
Der 110. Bürgermeister von New York City, Eric Adams, war seit dem Jahr 2014 Borough President von Brooklyn und wurde im Jahr 2021, zum Ende seiner zweiten Amtszeit hin, zum Bürgermeister gewählt.
Die folgenden Borough Presidents bewarben sich erfolglos als Kandidaten zum Bürgermeister von New York City:
- Herman Badillo
- Lewis H. Pounds
- Fernando Ferrer
- Percy Sutton
- Henry H. Curran
- Ruth Messinger
- C. Virginia Fields